# Division I i ishockey 1964/1965
Division I i ishockey 1964/1965 var den 21:a säsongen med Division I som högsta serie inom ishockeyn i Sverige. Serien bestod av sexton lag indelade i två grupper, som båda spelades som dubbelserier om fjorton omgångar. D.v.s. alla lag möttes två gånger, en gång på hemmaplan och en gång på bortaplan. De fyra lag som placerade sig högst i respektive grupp gick vidare till mästerskapsserien för spel om titeln svenska mästare. Övriga lag gick vidare till kvalificeringsserien där de sämst placerade lagen flyttades ner till Division II. Nytt för säsongen var att kvalificeringsserien spelades i två grupper, norra och södra, och att mästerskapsserien och kvalificeringsserierna spelades som dubbelserier.
Denna säsong gick SM-guldet för första gången till Göteborgslaget Västra Frölunda, medan den tidigare dominanten Djurgården inte ens kvalificerade sig för mästerskapsserien. Fjolårets mästare Brynäs (från Gävle) lyckades inte upprepa sin bedrift, men placerade sig trots allt tvåa precis bakom Frölunda. En positiv överraskning var Solnalaget AIK som blev bästa Stockholmslag och tog tredjeplatsen. Norrgruppen var som vanligt jämn, med fyra lag inom två poäng i toppen. Denna säsong var det Modo (från Örnsköldsvik) som segrade en poäng före Leksand och Skellefteå och två poäng före AIK. Södergruppen var också jämn i toppen denna säsong. Frölunda vann gruppen för tredje året i rad en poäng före Brynäs och Västerås på andra respektive tredje plats. Södertälje tog den sista platsen till mästerskapsserien genom att besegra Djurgården i sista omgången.
Sammanlagt kom 762 910 åskådare till matcherna denna säsong. Det var en ökning sedan förra säsongen och den berodde på det ökade antalet matcher i slutspelet. Störst publik drog mästarlaget Västra Frölunda, totalt 192 214, före Brynäs som samlade 163 114 åskådare.

## Division I Norra
| Nr | Lag                         | S  | V | O | F  | GM | IM | MS  | P  |
| -- | --------------------------- | -- | - | - | -- | -- | -- | --- | -- |
| 1  | Modo AIK                    | 14 | 9 | 2 | 3  | 80 | 45 | +35 | 20 |
| 2  | Leksands IF                 | 14 | 9 | 1 | 4  | 71 | 40 | +31 | 19 |
| 3  | Skellefteå AIK              | 14 | 9 | 1 | 4  | 57 | 40 | +17 | 19 |
| 4  | AIK                         | 14 | 8 | 2 | 4  | 59 | 52 | +7  | 18 |
| 5  | Wifsta/Östrand-Fagerviks IF | 14 | 4 | 3 | 7  | 50 | 56 | −6  | 11 |
| 6  | IFK Umeå                    | 14 | 5 | 1 | 8  | 43 | 62 | −19 | 11 |
| 7  | Strömsbro IF                | 14 | 3 | 3 | 8  | 38 | 61 | −23 | 9  |
| 8  | Mora IK                     | 14 | 1 | 3 | 10 | 50 | 92 | −42 | 5  |

## Division I Södra
| Nr | Lag                | S  | V  | O | F  | GM | IM  | MS  | P  |
| -- | ------------------ | -- | -- | - | -- | -- | --- | --- | -- |
| 1  | Västra Frölunda IF | 14 | 11 | 1 | 2  | 78 | 39  | +39 | 23 |
| 2  | Brynäs IF          | 14 | 11 | 0 | 3  | 95 | 33  | +62 | 22 |
| 3  | Västerås IK        | 14 | 11 | 0 | 3  | 90 | 52  | +38 | 22 |
| 4  | Södertälje SK      | 14 | 7  | 1 | 6  | 69 | 53  | +16 | 15 |
| 5  | Djurgårdens IF     | 14 | 7  | 0 | 7  | 60 | 44  | +16 | 14 |
| 6  | IK Viking          | 14 | 5  | 0 | 9  | 44 | 96  | −52 | 10 |
| 7  | Malmö FF           | 14 | 2  | 1 | 11 | 37 | 81  | −44 | 5  |
| 8  | Grums IK           | 14 | 0  | 1 | 13 | 28 | 103 | −75 | 1  |

## Kvalificeringsserien
Kvalificeringsserien spelades denna säsong i två grupper och med dubbelmöten. Resultatet blev att nykomlingarna Umeå och Malmö lyckades hålla sig kvar i serien på Strömsbros (Gävle) och Vikings (Hagfors) bekostnad. Nyuppflyttade Mora och Grums kunde däremot inte kvalificera sig för ytterligare en säsong i högsta serien.
Norra
| Nr | Lag                         | S  | V  | O | F  | GM | IM | MS  | P  |
| -- | --------------------------- | -- | -- | - | -- | -- | -- | --- | -- |
| 1  | IFK Umeå                    | 12 | 10 | 2 | 0  | 61 | 38 | +23 | 22 |
| 2  | Wifsta/Östrand-Fagerviks IF | 12 | 5  | 4 | 3  | 53 | 43 | +10 | 14 |
| 3  | Strömsbro IF                | 12 | 4  | 2 | 6  | 52 | 54 | −2  | 10 |
| 4  | Mora IK                     | 12 | 0  | 2 | 10 | 40 | 71 | −31 | 2  |

Södra
| Nr | Lag            | S  | V | O | F | GM | IM | MS  | P  |
| -- | -------------- | -- | - | - | - | -- | -- | --- | -- |
| 1  | Djurgårdens IF | 12 | 8 | 1 | 3 | 67 | 33 | +34 | 17 |
| 2  | Malmö FF       | 12 | 6 | 2 | 4 | 62 | 39 | +23 | 14 |
| 3  | IK Viking      | 12 | 6 | 0 | 6 | 45 | 59 | −14 | 12 |
| 4  | Grums IK       | 12 | 2 | 1 | 9 | 35 | 78 | −43 | 5  |

## Svenska mästerskapsserien

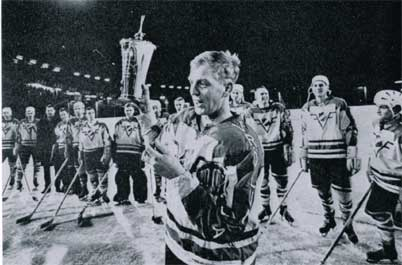
Lars-Eric Lundvall i Västra Frölunda får Le Mat-pokalen efter SM-guldet säsongen 1964/1965, Brynäs IF kom tvåa denna säsong.

Regerande mästarna Brynäs inledde serien med en storseger 2–11 mot Modo, men tappade sedan poäng mot Leksand i andra omgången. Det släppte fram Västra Frölunda till serieledning och den släppte de sedan aldrig, även om de förlorade sin match mot Leksand i femte omgången och sista matchen mot Brynäs när SM-guldet redan var säkrat.
| Nr | Lag                | S  | V  | O | F | GM | IM | MS  | P  |
| -- | ------------------ | -- | -- | - | - | -- | -- | --- | -- |
| 1  | Västra Frölunda IF | 14 | 12 | 0 | 2 | 72 | 39 | +33 | 24 |
| 2  | Brynäs IF          | 14 | 10 | 2 | 2 | 77 | 34 | +43 | 22 |
| 3  | AIK                | 14 | 6  | 1 | 7 | 60 | 58 | +2  | 13 |
| 4  | Leksands IF        | 14 | 5  | 3 | 6 | 41 | 47 | −6  | 13 |
| 5  | Södertälje SK      | 14 | 5  | 2 | 7 | 47 | 65 | −18 | 12 |
| 6  | Skellefteå AIK     | 14 | 4  | 2 | 8 | 43 | 54 | −11 | 10 |
| 7  | Västerås IK        | 14 | 5  | 0 | 9 | 51 | 69 | −18 | 10 |
| 8  | Modo AIK           | 14 | 2  | 4 | 8 | 44 | 69 | −25 | 8  |